# John Phillips (lutador)
John Phillips (Swansea, 9 de junho de 1985) é um lutador de artes marciais mistas galês. Compete no Ultimate Fighting Championship (UFC) na categoria dos médios.

## Carreira no MMA

### Ultimate Fighting Championship
Phillips fez sua estreia no UFC em 17 de março de 2018 no UFC Fight Night: Werdum vs. Volkov contra Charles Byrd. Ele perdeu por finalização no terceiro round.
Phillips enfrentou Kevin Holland em 24 de novembro de 2018 no UFC Fight Night: Blaydes vs. Ngannou 2. Phillips perdeu por finalização no terceiro round.
Phillips enfrentou seu compatriota Jack Marshman em 16 de março de 2019 no UFC Fight Night: Till vs. Masvidal Phillips perdeu por decisão dividida.
Em sua próxima luta ele enfrentou Alen Amedovski no UFC Fight Night: Hermansson vs. Cannonier em 28 de setembro de 2019. Ele venceu por nocaute aos 17 segundos do primeiro round. Esta foi sua primeira vitória no UFC e lhe rendeu seu primeiro bônus de performance da noite, embolsando $50,000 dólares extras.

## Cartel no MMA
| Cartel no MMA   |             |             |
| 34 lutas        | 22 vitórias | 11 derrotas |
| Por nocaute     | 20          | 2           |
| Por finalização | 2           | 6           |
| Por decisão     | 0           | 3           |
| No contest      | 1           | 1           |

| Res.    | Cartel    | Oponente                       | Método                                   | Evento                                        | Data       | Round | Tempo | Local              | Notas                                                     |
| ------- | --------- | ------------------------------ | ---------------------------------------- | --------------------------------------------- | ---------- | ----- | ----- | ------------------ | --------------------------------------------------------- |
| Derrota | 22-11 (1) | Jun Yong Park                  | Decisão (unânime)                        | UFC Fight Night: Ortega vs. The Korean Zombie | 17/10/2020 | 3     | 5:00  | Abu Dhabi          |                                                           |
| Derrota | 22-10 (1) | Khamzat Chimaev                | Finalização (estrangulamento d’arce)     | UFC on ESPN: Kattar vs. Ige                   | 15/07/2020 | 2     | 1:12  | Abu Dhabi          |                                                           |
| Vitória | 22–9 (1)  | Alen Amedovski                 | Nocaute (socos)                          | UFC Fight Night: Hermansson vs. Cannonier     | 28/09/2019 | 1     | 0:17  | Copenhage          | Performance da Noite.                                     |
| Derrota | 21–9 (1)  | Jack Marshman                  | Decisão (dividida)                       | UFC Fight Night: Till vs. Masvidal            | 16/03/2019 | 3     | 5:00  | Londres            | Luta no peso casado (188 lbs); Marshman não bateu o peso. |
| Derrota | 21–8 (1)  | Kevin Holland                  | Finalização (mata leão)                  | UFC Fight Night: Blaydes vs. Ngannou 2        | 28/09/2019 | 3     | 4:05  | Beijing            |                                                           |
| Derrota | 21–7 (1)  | Charles Byrd                   | Finalização (mata leão)                  | UFC Fight Night: Werdum vs. Volkov            | 17/03/2018 | 1     | 3:58  | Londres            |                                                           |
| Vitória | 21–6 (1)  | Jose Otavio dos Santos Lacerda | Nocaute (soco)                           | Budo 16: Round vs. James                      | 24/09/2016 | 1     | 4:44  | Swansea            | Luta no peso casado (198 lbs).                            |
| Vitória | 20–6 (1)  | Cheick Kone                    | Nocaute (soco)                           | BAMMA 24: Kone vs. Phillips                   | 27/02/2016 | 1     | 1:05  | Dublin             | Ganhou o Cinturão Peso Médio do BAMMA.                    |
| Vitória | 19–6 (1)  | Markus Di Gallo                | Nocaute (soco)                           | Fightstar Promotions: Rage in the Cage 3      | 21/03/2015 | 1     | N/A   | Paisley            |                                                           |
| Vitória | 18–6 (1)  | Charlie Ward                   | Nocaute (soco)                           | Fightstar Promotions: Rage in the Cage 3      | 21/03/2015 | 2     | N/A   | Paisley            |                                                           |
| Derrota | 17–6 (1)  | Jesse Taylor                   | Finalização (guilhotina)                 | Cage Warriors 54                              | 04/05/2013 | 1     | 1:23  | Cardiff            | Pelo cinturão peso médio do Cage Warriors.                |
| Vitória | 17–5 (1)  | Chris Fields                   | Finalização (guilhotina)                 | Cage Warriors 48                              | 21/07/2012 | 2     | 2:04  | Londres            |                                                           |
| Vitória | 16–5 (1)  | Tomas Penz                     | Finalização (triângulo)                  | Cage Warriors Fight Night 6                   | 24/05/2012 | 2     | 3:21  | Isa Town           |                                                           |
| Derrota | 15–5 (1)  | Pavel Kusch                    | Finalização (chave de calcanhar)         | Cage Warriors Fight Night 5                   | 12/04/2012 | 1     | 0:25  | Amman              |                                                           |
| Vitória | 15–4 (1)  | Matt Ewin                      | Nocaute técnico (lesão)                  | KnuckleUp MMA 8                               | 29/10/2011 | 1     | 0:56  | Kingston upon Hull |                                                           |
| Derrota | 14–4 (1)  | Frank Trigg                    | Nocaute técnico (interrupção médica)     | BAMMA 6: Watson vs. Rua                       | 21/05/2011 | 1     | 2:41  | Londres            |                                                           |
| Vitória | 14–3 (1)  | James Zikic                    | Nocaute técnico (punches)                | BAMMA 4: Reid vs. Watson                      | 25/09/2010 | 1     | 1:34  | Birmingham         |                                                           |
| Vitória | 13–3 (1)  | Johnny Gillan                  | Nocaute técnico (socos)                  | Fight UK 1                                    | 02/05/2010 | 1     | 1:37  | Leicester          |                                                           |
| Vitória | 12–3 (1)  | Marius Liaukevicius            | Nocaute técnico (socos)                  | Celtic Fight Night 3                          | 02/05/2010 | 1     | 0:15  | Brecon             |                                                           |
| Vitória | 11–3 (1)  | Danny Welsh                    | Nocaute técnico (socos no corpo)         | Trojan MMA: Trojan Warfare                    | 27/02/2010 | 1     | 0:36  | Exeter             |                                                           |
| Vitória | 10–3 (1)  | Matt Thorpe                    | Nocaute técnico (socos)                  | KnuckleUp MMA 4: Origins                      | 20/02/2010 | 1     | 0:50  | Cheltenham         |                                                           |
| Derrota | 9–3 (1)   | Denniston Sutherland           | Nocaute técnico (socos)                  | BAMMA 1: The Fighting Premiership             | 27/06/2009 | 1     | 3:32  | Londres            |                                                           |
| Vitória | 9–2 (1)   | Bohumil Lungrik                | Nocaute técnico (socos)                  | WFC 8: D-Day                                  | 18/04/2009 | 1     | 3:15  | Ljubljana          |                                                           |
| Vitória | 8–2 (1)   | Tommy Gunn                     | Nocaute técnico (socos)                  | Predator Fight Night                          | 09/11/2008 | 1     | 0:44  | Swansea            |                                                           |
| Vitória | 7–2 (1)   | Jake Bostwick                  | Nocaute técnico (socos)                  | Cage Rage 28: VIP                             | 09/11/2008 | 2     | 2:47  | Londres            |                                                           |
| Derrota | 6–2 (1)   | Tom Watson                     | Decisão (unânime)                        | Cage Rage 27: Step Up                         | 12/07/2008 | 3     | 5:00  | Londres            |                                                           |
| NC      | 6–1 (1)   | Jake Bostwick                  | Sem Resultado                            | Cage Rage 25: Bring It On                     | 08/03/2008 | 1     | 4:10  | Londres            |                                                           |
| Vitória | 6–1       | Christos Petroutsos            | Nocaute                                  | Cage Rage Contenders: Wales                   | 18/11/2007 | 1     | N/A   | Swansea            |                                                           |
| Vitória | 5–1       | Mihaly Dobrai                  | Nocaute                                  | MedVid: Anno Domini 1                         | 09/06/2007 | N/A   | N/A   | Pula               |                                                           |
| Vitória | 4–1       | Mario Valentic                 | Nocaute técnico (socos)                  | MedVid: Anno Domini 2                         | 27/01/2007 | N/A   | N/A   | Pula               |                                                           |
| Vitória | 3–1       | Edgaras Pilvinis               | Nocaute técnico (interrupção do árbitro) | Cage Gladiators 3                             | 03/12/2006 | 1     | 0:34  | Liverpool          |                                                           |
| Vitória | 2–1       | Gary Savage                    | Nocaute técnico (socos)                  | HOP 7: Cage Fever                             | 26/11/2006 | 1     | 1:23  | Swansea            |                                                           |
| Derrota | 1–1       | Jim Wallhead                   | Nocaute técnico (cotoveladas)            | HOP 5: Fight Night 5                          | 09/04/2006 | 1     | 1:41  | Swansea            |                                                           |
| Vitória | 1–0       | Nigel Whitear                  | Nocaute (soco)                           | HOP 3: Next Generation                        | 24/07/2005 | 1     | 0:57  | Swansea            |                                                           |